# Calvin Jong-a-Pin
Calvin Jong-a-Pin (18 de juliol de 1986) és un futbolista neerlandès.

## Selecciódels Països Baixos
Va formar part de l'equip olímpic neerlandès als Jocs Olímpics d'estiu de 2008.